# توماش فرانكوفسكي
توماش فرانكوفسكي (Tomasz Frankowski) (مواليد 16 أغسطس 1974)، هو لاعب كرة قدم سابق كان يلعب كمهاجم. يلعب مع منتخب بولندا لكرة القدم منذ عام 1999.

## وصلات خارجية
- توماش فرانكوفسكي على موقع رابطة كرة القدم اليابانية للمحترفين (اليابانية)
- توماش فرانكوفسكي على موقع الدوري الأمريكي (الإنجليزية)
- توماش فرانكوفسكي على موقع قاعدة بيانات كرة القدم.إي يو (الإنجليزية)
- توماش فرانكوفسكي على موقع ناشيونال فوتبول تيمز (الإنجليزية)
- توماش فرانكوفسكي على موقع Soccerbase.com (لاعب) (الإنجليزية)
- توماش فرانكوفسكي على موقع Soccerway.com (الإنجليزية)
- توماش فرانكوفسكي على موقع عالم كرة القدم.نت (الإنجليزية)

- National Football Teams